# Басенџи
Басенџи (ориг. име: Basenji) је пас који потиче из средње Африке. Ови пси су познати по томе што не лају. Ипак је потребно истаћи да то што не лају не значи да су ови афрички пси потпуно неми. Они могу цвилити, режати и испуштати сличне звуке, али никада нећете чути да пас испушта класичан лавеж. Потичу од давнина, врсни су ловци, а поред тога имају грациозан изглед што само доприноси тражености расе. Пси ове расе су користили своја чула слуха и вида за лов да сакупе малу дивљач у ловачке мреже и да контролишу популацију глодара. Басенџи је паметна и нежна врста. Идеална висина за мужјаке је 43 цм, а за женке 40 цм. Идеална тежина за мужјаке износи 11 кг, а за женке 9.5 кг.

## Историја
Басенџи је вероватно једна од најстаријих раса домаћих паса, а то је вероватно разлог зашто овај пас не лаје. Људи из тог древног периода су преферирали тихе псе током лова. Западњаци су у 19. веку открили басенџија у Конго региону Западне Африке. Ту су кориштени да сакупе дивљач у ловачке мреже, да носе робу и да упозоравају на присуство опасних животиња. Првобитни покушаји да се басенџи увезе у Европу су пропали јер су сви увезени пси убрзо угинули након доласка. Први успешан увоз се десио 1930-тих година, и у Енглеску и у САД.

## Карактеристике пса

### Нарав
Басенџи је разигран, привржен, стрпљив са децом. Добар је чувар и изврстан ловац на ситну дивљач. Басенџи је пас који јако воли да се игра. Веома је драг, не воли влажну климу и треба му доста кретања. Ретко лаје, а уместо тога завија чудним гласом који се не разликује пуно од алпског јодлера. Басенџи се слажу са мачкама, ако су одрасли са њима, али ипак треба имати на уму да је ово ловачки пас. Осим је што је интелигентан и независан, може бити резервисан према странцима.

### Општи изглед
Басенџи је лагане грађе, финих костију, аристократског израза, високоног у односу на дужину тела, увек уравнотежен. Очи су тамне, бадемасте, косо постављене и погледа упереног у даљину. Уши су мале, шпицасте, усправне и благо ћубастог облика, фине грађе, усађене доста далеко напред. Врхови ушију леже ближе средини лобање него спољашњи део корена уха. Реп је високо усађен при чему кривина седне кости бива издигнута изнад корена репа, што истиче истурен утисак задње ноге. Ношен изнад кичменог стуба, присно належе на бутину са једноструким или двоструким завојем. Длака је кратка, сјајна и густа, веома фина. Боја је потпуно црна или бела; риђа и бела; црна и жућкастонаранџаста, као и бела са тачкастим, жућкастонаранџастим ознакама на њушци и образима; црна; жућкастонаранџаста и бела; тиграста шара: риђа основа са црним пругама, пожељно је да шаре буду што приметније. Беле треба да буду шапе, груди и врх репа. Може се догодити да ноге, крагна и лични део буду бели.

## Нега и здравље
Басенџи има глатку, кратку длаку која захтева веома мало неге. Ова пасмина се заправо сама чисти, као мачка. Ретко им је потребно купање. Једва да се уопште лиња. Потребно је редовно подрезивати нокте и одржавати оралну хигијену како би се спречили проблеми са деснима и зубима.
Здравствени проблеми који погађају ову расу су дисплазија кука, атрофија рожњаче, фанконијев синдром, ентеропатија.
Животни век ове пасмине је од 10 до 12 година.